# Henrik Sylvius
Henrik Sylvius, född 1682, död 15 oktober 1760 i Helsingborg, var en svensk häradshövding, borgmästare och riksdagsman.

## Biografi
Henrik Sylvius föddes 1682, troligen som son till organisten i Göteborgs domkyrka Hindrik Sylvius och dennes hustru Elisabeth. Han erhöll fullmakt som borgmästare i Helsingborgs stad den 5 december 1710 och var riksdagsledamot för borgarståndet i Helsingborg vid riksdagen 1713–1714, riksdagen 1719, riksdagen 1723 (tillsammans med rådman Johan Cöster), riksdagen 1726–1727, riksdagen 1731 och riksdagen 1734. Sylvius slutade som borgmästare 1738 och blev häradshövding i Vadsbo domsaga. Han tog avsked från tjänsten som häradshövding 1747. Han gifte sig 1708 med Anna Maria Lundberg.